# Microcampylopus leucogaster
Microcampylopus leucogaster là một loài Rêu trong họ Dicranaceae. Loài này được (Müll. Hal.) B.H. Allen mô tả khoa học đầu tiên năm 1994.